# Sesso in testa
Sesso in testa è un film del 1974 firmato da Sergio Ammirata ma in realtà diretto da Fernando Di Leo. 
Di Leo infatti ha diretto interamente il film, ma ha deciso di non farsi accreditare poiché insoddisfatto del risultato finale. Al suo posto la regia venne attribuita ad Ammirata, il quale scrisse la sceneggiatura.
La pellicola è del genere della commedia erotica all'italiana.

## Trama
Diana, una laureanda in sociologia, sta dando l'esame di laurea sull'argomento "prostituzione". L'aula è gremita di curiosi e la commissione d'esame ha tra i suoi componenti anche un religioso. Ciò che attira curiosi nell'aula è il fatto che la studentessa, per ben documentarsi sull'argomento d'esame, ha raccolto esperienze dirette di prostituzione, facendo di fatto la prostituta per tre mesi ed imparando bene il comportamento sessuale del maschio italiano.
La studentessa racconta gli episodi mentre il presidente dirige l'interrogazione condendola di battute sulla mentalità degli italiani rispetto alla prostituzione. Il terzo episodio ha per iniziale argomento una "suora prostituta". Si tratta però di un equivoco, chiarito non appena il commissario sacerdote si alza in piedi ed ammonisce la studentessa di dargli nome e cognome della suora che ella aveva incontrato, la laureanda risponde che si trattava di una prostituta travestita da suora e non viceversa.
Nel decimo episodio, un onorevole viene sorpreso in camera con la protagonista dalla moglie, che per vendicarsi costringe il cameriere, che si finge omosessuale, ad avere un rapporto sessuale prima con la ragazza e poi con lei stessa. Nell'undicesimo episodio la ragazza ha come cliente un mafioso siciliano impotente che, per far credere agli amici di essere virile, chiede alla prostituta di simulare grida di piacere. Nel quattordicesimo episodio la studentessa soddisfa le fantasie sessuali di un uomo maturo che finge di accoppiarsi con la figlia scoperta a prostituirsi.